# عبدالرحیم شاکیر

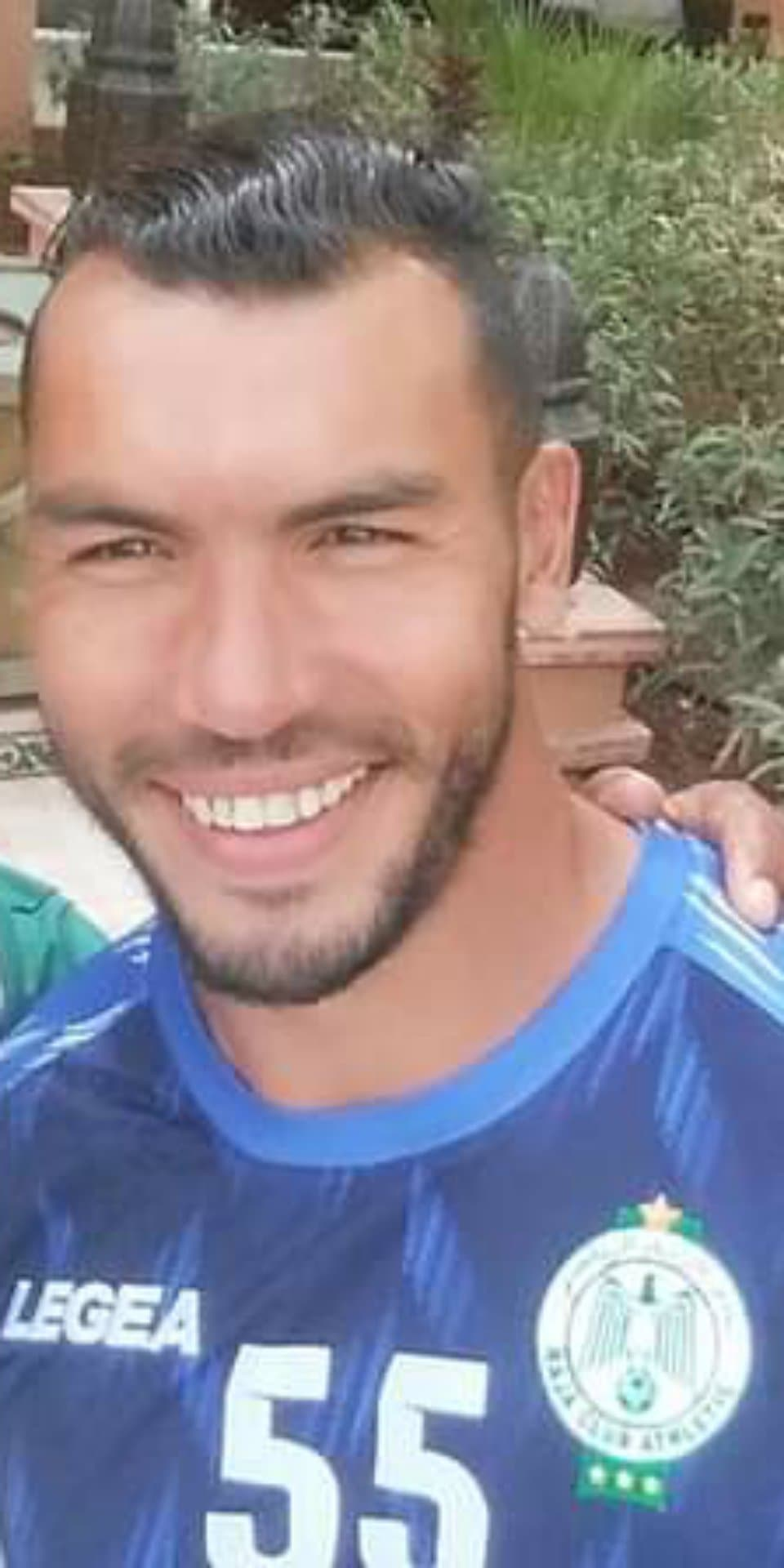
عبدالرحیم شاکیر در سال ۲۰۱۹

عبدالرحیم شاکیر (انگلیسی: Abderrahim Achchakir؛ زادهٔ ۱۵ دسامبر ۱۹۸۶) بازیکن فوتبال اهل مراکش است.
از باشگاه‌هایی که در آن بازی کرده‌است می‌توان به باشگاه فوتبال ارتش سلطنتی مراکش اشاره کرد.
وی همچنین در تیم ملی فوتبال مراکش بازی کرده‌است.